# هنسومية
الهَنْسوميّة هي نوع من العربات التي تجرها الخيول، تم تصميمها وحصلت على براءة اختراع في عام 1834 من قبل جوزيف هانسوم، وهو مهندس معماري من يورك.